# Scheldeprijs 2019
Scheldeprijs 2019 var den 107. udgave af cykelløbet Scheldeprijs. Løbet var en del af UCI Europe Tour-kalenderen og blev arrangeret 10. april 2019. Det blev vundet af hollandske Fabio Jakobsen fra Deceuninck-Quick Step for andet år i træk.

## Hold og ryttere
| UCI WorldTeams (10)- Deceuninck-Quick Step - Lotto Soudal - Bora-hansgrohe - EF Education First - Dimension Data - Katusha-Alpecin - Sky - Team Sunweb - Trek-Segafredo - UAE Team Emirates UCI Professionelle kontinentalthold (11)- Cofidis, Solutions Crédits - Corendon-Circus - Direct Énergie - Israel Cycling Academy - Riwal Readynez - Roompot-Charles - Sport Vlaanderen-Baloise - Arkéa-Samsic - Vital Concept-B&B Hotels - Wallonie Bruxelles - Wanty-Groupe Gobert |
| |

### Danske ryttere
- Michael Mørkøv kørte for Deceuninck-Quick Step
- Matti Breschel kørte for EF Education First Pro Cycling
- Asbjørn Kragh Andersen kørte for Team Sunweb
- Casper Pedersen kørte for Team Sunweb
- Mads Pedersen kørte for Trek-Segafredo
- Lasse Norman Hansen kørte for Corendon-Circus
- Rasmus Bøgh Wallin kørte for Riwal Readynez Cycling Team
- Nicolai Brøchner kørte for Riwal Readynez Cycling Team
- Tobias Kongstad kørte for Riwal Readynez Cycling Team
- Mathias Norsgaard Jørgensen kørte for Riwal Readynez Cycling Team
- Emil Vinjebo kørte for Riwal Readynez Cycling Team
- Torkil Veyhe kørte for Riwal Readynez Cycling Team

## Resultater
| \| Samlede stilling \| Samlede stilling \| Samlede stilling \| Samlede stilling \| Samlede stilling \| \| Rytter \| Rytter \| Hold \| Tid \| \| \| ---------------- \| ------------------- \| -------------------------- \| ---------------- \| ---------------- \| \| 1. \| Fabio Jakobsen \| Deceuninck-Quick Step \| 4t 26' 45" \| \| \| 2. \| Max Walscheid \| Team Sunweb \| + 0" \| \| \| 3. \| Christopher Lawless \| Team Sky \| + 0" \| \| \| 4. \| Hugo Hofstetter \| Cofidis, Solutions Crédits \| + 0" \| \| \| 5. \| Roy Jans \| Corendon-Circus \| + 0" \| \| \| 6. \| Kris Boeckmans \| Vital Concept-B&B Hotels \| + 0" \| \| \| 7. \| Marco Haller \| Katusha-Alpecin \| + 0" \| \| \| 8. \| Emīls Liepiņš \| Wallonie Bruxelles \| + 0" \| \| \| 9. \| Jasper Philipsen \| UAE Team Emirates \| + 0" \| \| \| 10. \| Matteo Moschetti \| Trek-Segafredo \| + 0" \| \| |                     |                            |            |
| |                     |                            |            |
| Kilde: ProCyclingStats |                     |                            |            |
| Samlede stilling |                     |                            |            |
| Rytter | Rytter              | Hold                       | Tid        |
| 1. | Fabio Jakobsen      | Deceuninck-Quick Step      | 4t 26' 45" |
| 2. | Max Walscheid       | Team Sunweb                | + 0"       |
| 3. | Christopher Lawless | Team Sky                   | + 0"       |
| 4. | Hugo Hofstetter     | Cofidis, Solutions Crédits | + 0"       |
| 5. | Roy Jans            | Corendon-Circus            | + 0"       |
| 6. | Kris Boeckmans      | Vital Concept-B&B Hotels   | + 0"       |
| 7. | Marco Haller        | Katusha-Alpecin            | + 0"       |
| 8. | Emīls Liepiņš       | Wallonie Bruxelles         | + 0"       |
| 9. | Jasper Philipsen    | UAE Team Emirates          | + 0"       |
| 10. | Matteo Moschetti    | Trek-Segafredo             | + 0"       |